# Kanton La Désirade
Der Kanton La Désirade war ein französischer Wahlkreis im Übersee-Département Guadeloupe. Er umfasste die Gemeinde La Désirade.